# Buimîr (Turoveț), Jîtomîr
Buimîr (în ucraineană Буймир) este un sat în comuna Turoveț din raionul Jîtomîr, regiunea Jîtomîr, Ucraina.

## Demografie
Componența lingvistică a localității Buimîr
     Ucraineană (96,83%)
     Rusă (1,59%)
     Belarusă (1,59%)
Conform recensământului din 2001, majoritatea populației localității Buimîr era vorbitoare de ucraineană (96,83%), existând în minoritate și vorbitori de rusă (1,59%) și belarusă (1,59%).